# Traute Müller
Traute Müller (* 18. Mai 1950 in Itzehoe) ist eine deutsche Politikerin der Sozialdemokratischen Partei Deutschlands (SPD).

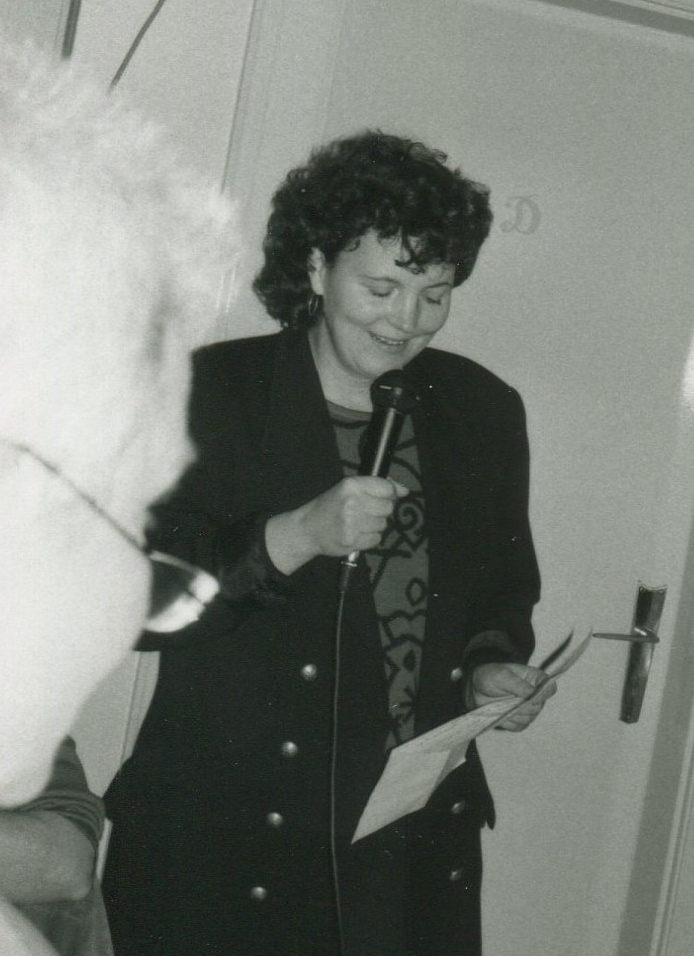
Traute Müller

## Leben
Müller wuchs in Hamburg-Barmbek auf und machte Abitur in Hamburg. Im Anschluss begann sie eine Ausbildung zur Buchhändlerin. Es folgte ein Studium der Sozialpädagogik mit dem Abschluss Diplom. Nach dem Studium arbeitet sie unter anderem für die Volkshochschule, beim Amt für Berufs- und Weiterbildung sowie der Stiftung Berufliche Bildung.

## Politik
Traute Müller ist 1970 in die SPD eingetreten. 1976/1977 war die Vertreterin des „Stamokap“-Flügels stellvertretende Juso-Bundesvorsitzende. 1988 wurde sie zur Landesvorsitzenden der Hamburger SPD gewählt. „Die Vorsitzende des linken SPD-Kreises Eimsbüttel wurde von einem Parteitag gewählt, den sie als eine der Stamokap-Theorie nahestehende Juso-Funktionärin in der Vergangenheit mehrfach zur Weissglut brachte“, schrieb die tageszeitung.
1991 wechselte sie vom SPD-Landesvorsitz in die Hamburger Landesregierung und wurde Senatorin für Stadtentwicklung im Senat Voscherau. Eines der Hauptthemen ihrer Amtszeit war der Versuch mit den Aktivisten der Roten Flora sich über ein Nutzungsrecht für die besetzte Immobilie zu einigen. 1993 trat sie nach Enthüllungen über die Stasi-Mitarbeit ihres Lebensgefährten Kurt Wand, den sie in den siebziger Jahren bei den Jusos kennengelernt hatte, zurück. „Nachdem mich die deutsch-deutsche Geschichte auch persönlich so eingeholt hat, kann ich nicht einfach zur Tagesordnung übergehen“, sagte Müller dem Spiegel.
Mitglied der Hamburgischen Bürgerschaft war sie von 1993 bis 1997. Für ihre Fraktion war sie im Sozialausschuss.

## Weitere Ämter/Mitgliedschaften
Sie ist Mitglied der Gewerkschaft Ver.di.